# Целине Горичке
Целине Горичке (хрв. Celine Goričke) је насељено место у општини Марија Горица, Загребачка жупанија, Хрватска.

## Историја
До територијалне реорганизације у Хрватској биле су у саставу старе загребачке приградске општине Запрешић.

## Становништво
У попису становништва из 2011. године, Целине Горичке су имале 118 становника.
| Број становника према пописима | Број становника према пописима | Број становника према пописима | Број становника према пописима | Број становника према пописима | Број становника према пописима | Број становника према пописима | Број становника према пописима | Број становника према пописима | Број становника према пописима | Број становника према пописима | Број становника према пописима | Број становника према пописима | Број становника према пописима | Број становника према пописима | Број становника према пописима |
| ------------------------------ | ------------------------------ | ------------------------------ | ------------------------------ | ------------------------------ | ------------------------------ | ------------------------------ | ------------------------------ | ------------------------------ | ------------------------------ | ------------------------------ | ------------------------------ | ------------------------------ | ------------------------------ | ------------------------------ | ------------------------------ |
| 1857                           | 1869                           | 1880                           | 1890                           | 1900                           | 1910                           | 1921                           | 1931                           | 1948                           | 1953                           | 1961                           | 1971                           | 1981                           | 1991                           | 2001                           | 2011                           |
| 102                            | 117                            | 137                            | 141                            | 161                            | 169                            | 172                            | 196                            | 185                            | 172                            | 150                            | 108                            | 115                            | 89                             | 106                            | 118                            |

Напомена: До 1900. исказивано под именом Селин, а од 1910. до 1991. године под именом Целине Пушћанске. Године 1991. умањено издвајањем дела атара насеља које је припојено насељу Жлебец Горички, за које садржи део података из 1857. до 1971.